# Master Blaster
A Master Blaster egy német dance-formáció, melynek tagjai Sascha van Holt és Mike de Ville. 2005-ös kiválásáig velük együtt dolgozott Rico Bass is.
Legelső számuk a 2002-ben megjelent Hypnotic Tango volt, amely egy régi My Mine-feldolgozás volt. Azóta is leginkább a régi olasz diszkószámokat (italo) dolgozzák fel. 2003-ban jelentették meg tizenkét számból álló albumukat We Love Italo Disco címmel. Nem sokkal ezután felvettek egy közös számot, a Ballet Dancert az egykori Snap!-taggal, Turbo B-vel.
Kisebb-nagyobb szünetekkel folyamatosan adták ki a különféle remixeket. 2005-ben kivált a csapatból Rico Bass, aki azóta szólókarrierbe kezdett, valamint a Vinylshakerz nevű formáció oszlopos tagja. A két főre csökkent létszámú csapat ezután jelentette meg 2006-ban legújabb feldolgozását, a Rainbow Since You've Been Gone című számából. 2007-ben egy hosszabb szünet után újra visszatértek a Can Delight című számmal. 2008-ban kihagyás után ismét egy feldolgozással jelentkeznek Everywhere címmel. A 2010-es években jórészt a korábbi sikereik újrafeldolgozását adták ki, de terveik szerint 2016-ban új albummal jelentkeznek. 2013-tól a projektet egyedül Mike De Ville képviseli.
A Master Blaster stúdiójában tevékenykedik többek között a Vinylshakerz, a Discoblaster, valamint a Kosmonova.

## Diszkográfia

### Albumok
- We Love Italo Disco (2003)
- Put Your Hands Up (2007)

### Kislemezek
- Hypnotic Tango (2002)
- How Old R U (2003)
- Ballet Dancer (vs. Turbo B) (2003)
- Dial My Number/Hands Up (2004)
- Since You've Been Gone (2006)
- Can Delight/Walking In Memphis (2007)
- Everywhere (2008)
- Come Clean (2009)
- Until the End (2010)
- Back to the Sunshine (2011)
- Let's Get Mad (2012)
- Hypnotic Tango 2012 (2012)
- How Old R U 2014 (2014)
- Now You're Gone (& Norda) (2018)
- Porque Te Vas (2019)
- Green Eyes (2023)